# Amadeus
Это статья о глобальной дистрибьюторской системе. О фильме см. Амадей (фильм)

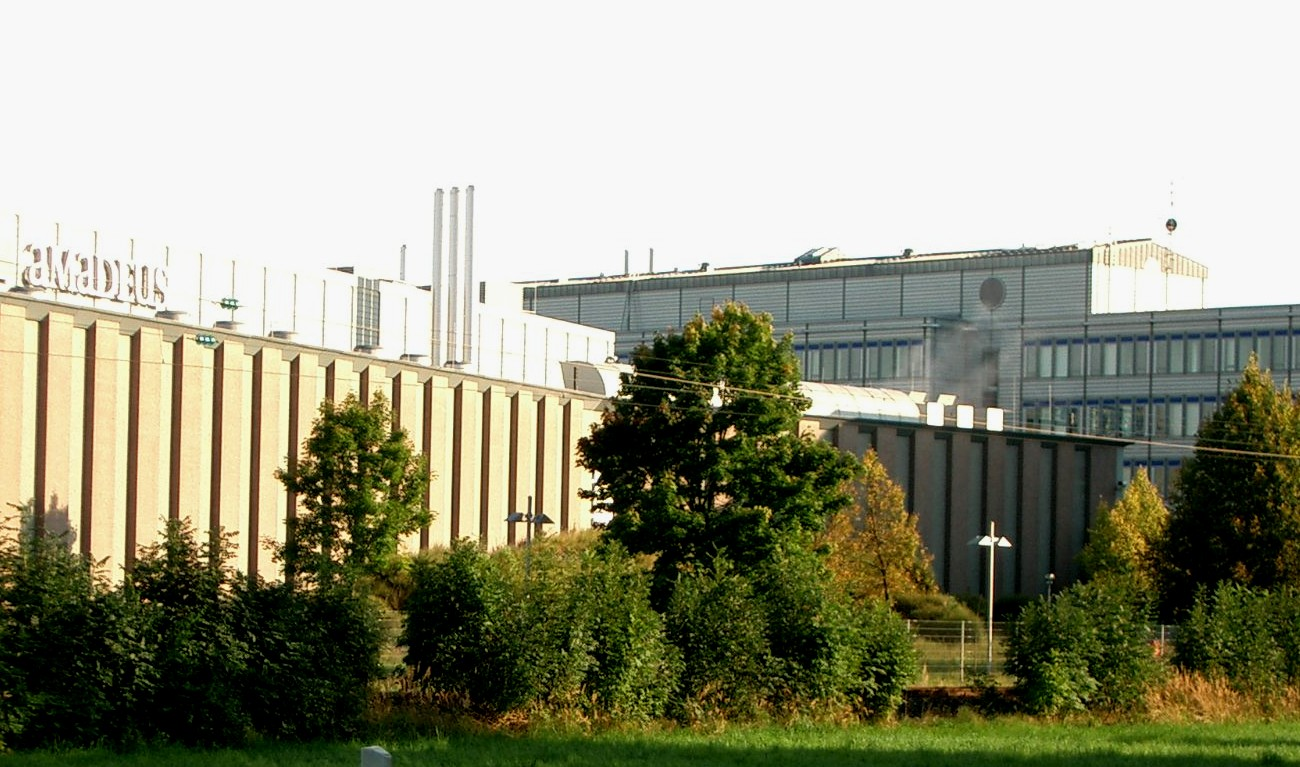
Процессинговый центр в Эрдинге

Amadeus — испанская компания, оператор крупнейшей в мире глобальной дистрибьюторской системы по бронированию билетов на транспорт и номеров в отелях. Основана в 1987 году. Штаб-квартира компании находится в Мадриде (Испания), главный процессинговый центр — в Эрдинге (Германия). В списке крупнейших публичных компаний мира Forbes Global 2000 за 2023 год Amadeus IT Group заняла 1205-е место.

## История
Amadeus была основана в 1987 году 4 авиакомпаниями: Air France, Iberia, Lufthansa и SAS. В 1999 году компания провела первичное публичное предложение акций; в 2005 году акции были выкуплены, но в 2010 году размещены на бирже повторно. В 2000 году было создано подразделение по разработке программного обеспечения. В 2014 году за 500 млн долларов была куплена американская компания Newmarket International, разработчик программного обеспечения для отелей. В 2016 году была куплена американская компания Navitaire, разработчик программного обеспечения по учёту выручки для транспортных и туристических компаний. В 2018 году была поглощена компания TravelClick. В 2019 году была куплена австралийская компания ICM Airport Technics, разработчик систем для автоматизации регистрации багажа.

## Деятельность
Компьютерная система обеспечивает доступ к бронированию авиабилетов, гостиниц, круизных туров и прокату автомобилей. По состоянию на 2023 год клиентская база компании включала более 400 авиакомпаний, 185 операторов аэропортов, 25 железнодорожных операторов, 33 круизных компании, 81 компанию по прокату автомобилей, более 1 млн отелей, 240 туроператоров и 22 страховые компании.
Выручка за 2023 год составила 5,44 млрд евро, из них на бронирование авиабилетов пришлось 49 %, на информационные технологии для авиации — 35 %, на бронирование билетов на другие виды транспорта и номеров в гостиницах −16 %. Основные рынки по доле в выручке: США (22 %), остальная Америка (9 %), Германия (6 %), Великобритания (5 %), Франция (4 %), Испания (3 %), остальная Европа, Ближний Восток и Африка (31 %), Азиатско-Тихоокеанский регион (20 %).
В марте 2015 года компания объявила о сотрудничестве с берлинским стартапом Blacklane, который стал провайдером услуг такси и трансфера.
В России компания представлена ООО «Амадеус — информационные технологии».